# 友 〜旅立ちの時〜
「友 〜旅立ちの時〜」（とも ～たびだちのとき～）は、ゆずの楽曲で、通算38枚目のシングル。2013年9月18日に発売。発売元はセーニャ・アンド・カンパニー。

## 概要
前作「REASON」以来、8ヶ月振りに発売される2013年12月末までの期間限定シングル。
「第80回NHK全国学校音楽コンクール（Nコン）」中学校の部課題曲として相澤直人の手により合唱に編曲され、2013年8月 - 9月のNHK「みんなのうた」にも起用された。番組用の映像およびCDジャケットはホッチカズヒロが担当。
CDの初回生産分封入特典として、北川悠仁による「友〜旅立ちの時〜」メッセージ付き手書き譜面カードが同封。また、ツアー会場で購入すると、「オリジナル着せ替えCDジャケット」がもらえた。
9月11日よりiTunes、レコチョクで先行配信。また、YouTubeにてPVが公開。
もともと2011年3月11日に発生した東日本大震災の後にツアーをまわるすべてのスタッフに向けて書いた曲で、「友」として2011年夏の東北ツアーで披露された。
2021年3月11日のTBS系列の音楽の日では、『ゆず×東北3県の学生』として披露した。

## 収録曲
1. 友 〜旅立ちの時〜 (4:41)
  - 作詞・作曲：北川悠仁 / Produced by ゆず / 編曲：斎藤有太 & ゆず
2. 友 〜旅立ちの時〜（ゆずと合唱バージョン）(4:58)

<DVD収録内容>
1. 『友 〜旅立ちの時〜』 Music Video
レコーディングの模様をドキュメンタリー風に切り取ったMusic Video
ゆずのシングル作品にMVが付属するのは今作が初めてである。のちに『録歌選　新世界』にも収録された。